# Галущинська сільська рада
Галу́щинська сільська́ ра́да — адміністративно-територіальна одиниця та орган місцевого самоврядування в Підволочиському районі Тернопільської області. Адміністративний центр — село Галущинці.

## Загальні відомості
- Територія ради: 2,601 км²
- Населення ради: 681 особа (станом на 2001 рік)

## Населені пункти
Сільській раді були підпорядковані населені пункти:
- с. Галущинці

## Склад ради
Рада складалася з 12 депутатів та голови.
- Голова ради: Схаб Михайло Романович
- Секретар ради: Щурик Надія Ярославівна

### Керівний склад попередніх скликань
| Прізвище, ім'я, по батькові | Основні відомості                                                 | Дата обрання | Дата звільнення |
| --------------------------- | ----------------------------------------------------------------- | ------------ | --------------- |
| Максимович Ярослав Іванович | Сільський голова, 1953 року народження, безпартійний              | 26.03.2006   | 31.10.2010      |
| Схаб Михайло Романович      | Сільський голова, 1965 року народження, освіта вища, безпартійний | 31.10.2010   |                 |

Примітка: таблиця складена за даними сайту Верховної Ради України

### Депутати
За результатами місцевих виборів 2010 року депутатами ради стали:

#### За суб'єктами висування
| Суб'єкт висування                                       | Кількість обраних депутатів | %    |
| ------------------------------------------------------- | --------------------------- | ---- |
| Самовисування                                           | 10                          | 83,3 |
| Політична партія Всеукраїнське об'єднання «Батьківщина» | 2                           | 16,7 |

#### За округами
| № округу                                                | Прізвище, ім'я, по батькові | Дата визнання обраним | Освіта  | Партійна приналежність                        | Відомості про обраного депутата                             |
| ------------------------------------------------------- | --------------------------- | --------------------- | ------- | --------------------------------------------- | ----------------------------------------------------------- |
| Політична партія Всеукраїнське об'єднання «Батьківщина» |                             |                       |         |                                               |                                                             |
| 9                                                       | Ляхович Ігор Ярославович    | 01.11.2010            | середня | член Всеукраїнського об'єднання «Батьківщина» |                                                             |
| 11                                                      | Біцок Наталія Едуардівна    | 01.11.2010            | вища    | позапартійна                                  | Мережа супермаркетів «Сільпо», продавець-консультант        |
| Самовисування                                           |                             |                       |         |                                               |                                                             |
| 1                                                       | Схаб Василь Михайлович      | 01.11.2010            | вища    | позапартійний                                 | ТНТУ ім. І.Пулюя, студент                                   |
| 2                                                       | Максимович Надія Петрівна   | 01.11.2010            | вища    | позапартійна                                  | Галущинська амбулаторія сімейної медицини, сестра-господиня |
| 3                                                       | Липка Ольга Володимирівна   | 01.11.2010            | вища    | позапартійна                                  |                                                             |
| 4                                                       | Дзядас Михайло Каролевич    | 01.11.2010            | середня | позапартійний                                 | Технічний коледж ім. і. Пулюя, студент                      |
| 5                                                       | Москаль Андрій Йосифович    | 01.11.2010            | середня | позапартійний                                 | ТОВ «Веда плюс», водій                                      |
| 6                                                       | Тетюк Олег Павлович         | 01.11.2010            | середня | позапартійний                                 | ТОВ «Веда плюс», водій                                      |
| 7                                                       | Кійко Марія Зенонівна       | 01.11.2010            | вища    | позапартійна                                  | Галущинський дошкільний заклад, завідувач                   |
| 8                                                       | Осух Тетяна Степанівна      | 01.11.2010            | вища    | позапартійна                                  | Галущинська СЛА, сімейний лікар                             |
| 10                                                      | Тучкова Марія Іванівна      | 01.11.2010            | вища    | позапартійна                                  |                                                             |
| 12                                                      | Щурик Надія Ярославівна     | 01.11.2010            | вища    | позапартійна                                  | Галущинська сільська рада, секретар                         |